# Valencia Basket Club 1999-2000
Questa voce raccoglie le informazioni riguardanti il Valencia Basket Club nelle competizioni ufficiali della stagione 1999-2000.

## Stagione
La stagione 1999-2000 del Valencia Basket Club è l'11ª nel massimo campionato spagnolo di pallacanestro, la Liga ACB.
All'inizio della nuova stagione la Federazione decise di modificare il regolamento riguardo al numero di giocatori extracomunitari consentiti per ogni squadra che così passò a solo due.

## Roster
Aggiornato al 10 novembre 2021.
| Pamesa Valencia 1999-00 | Pamesa Valencia 1999-00 |
| Giocatori               | Staff tecnico           |
| ----------------------- | ----------------------- |

| N. | Naz.                                                | Ruolo | Nome               | Anno | Alt.   | Peso   |  |
| -- | --------------------------------------------------- | ----- | ------------------ | ---- | ------ | ------ |  |
| 4  | Stati Uniti (bandiera)                              | AG    | Bernard Hopkins    | 1973 | 197 cm |        |  |
| 5  | Spagna (bandiera)                                   | AP    | Berni Álvarez      | 1971 | 195 cm | 94 kg  |  |
| 6  | Spagna (bandiera)                                   | C     | Alfonso Albert     | 1973 | 210 cm |        |  |
| 7  | Spagna (bandiera)                                   | G     | José Luis Maluenda | 1977 | 191 cm |        |  |
| 8  | Stati Uniti (bandiera)                              | C     | Tanoka Beard       | 1971 | 206 cm | 118 kg |  |
| 9  | Spagna (bandiera)                                   | AG    | Rubén Burgos       | 1979 | 201 cm |        |  |
| 10 | Spagna (bandiera)                                   | C     | Antonio Tortajada  | 1976 | 207 cm |        |  |
| 11 | Spagna (bandiera)                                   | P     | Nacho Rodilla      | 1974 | 192 cm | 87 kg  |  |
| 12 | Bosnia ed Erzegovina (bandiera) · Spagna (bandiera) | GA    | Nenad Marković     | 1968 | 197 cm |        |  |
| 13 | Spagna (bandiera)                                   | P     | César Alonso       | 1975 | 183 cm |        |  |
| 15 | Spagna (bandiera)                                   | G     | Víctor Luengo (C)  | 1974 | 196 cm |        |  |

| Allenatore                                                                 |
| - Mihajlo Vuković                                                          |
| Assistente/i                                                               |
| - José Esteban Albert Legenda - (C) Capitano - (IN) Inattivo - Infortunato |

## Mercato

### Sessione estiva
| Acquisti | Acquisti          | Acquisti    | Acquisti   | Acquisti |
| R.a      | Nome              | da          | Modalità   |          |
| -------- | ----------------- | ----------- | ---------- | -------- |
| AP       | Nenad Marković    | CSP Limoges | definitivo |          |
| C        | Tanoka Beard      | Real Madrid | definitivo |          |
| C        | Antonio Tortajada | Calpe       | definitivo |          |

| Cessioni | Cessioni     | Cessioni  | Cessioni       | Cessioni |
| R.       | Nome         | a         | Modalità       |          |
| -------- | ------------ | --------- | -------------- | -------- |
| C        | Rod Sellers  | Paniōnios | fine contratto |          |
| G        | Eric Johnson | Girona    | fine contratto |          |